# Caperonia castrobarrosiana
Caperonia castrobarrosiana là một loài thực vật có hoa trong họ Đại kích. Loài này được Paula & Hamburgo mô tả khoa học đầu tiên năm 1978.